# Eoglaucomys
O Eoglaucomys fimbriatus é uma espécie de roedor da família Sciuridae. É monotípico no gênero Eoglaucomys. É encontrado na Índia, Paquistão e Afeganistão. Seu habitat natural são florestas secas subtropicais ou tropicais.
- Este artigo foi inicialmente traduzido, total ou parcialmente, do artigo da Wikipédia em inglês cujo título é «Kashmir Flying Squirrel», especificamente desta versão.